# Anthrax maculatus
Anthrax maculatus är en tvåvingeart som beskrevs av Macquart 1846. Anthrax maculatus ingår i släktet Anthrax och familjen svävflugor. Inga underarter finns listade i Catalogue of Life.